# Amerikai mocsárcsiga
Az amerikai mocsárcsiga (Pseudosuccinea columella) Észak-és Dél-Amerikában őshonos, de számos más kontinensre behurcolt édesvízi csigafaj.

## Megjelenése
A csiga háza 15-20 mm magas és 8-13 mm széles. A ház szarubarna színű, áttetsző, törékeny, felszíne nagyon finoman rovátkolt, csúcsa hegyes. 3,5-4 kissé domború kanyarulatból áll, varratuk sekély. A ház nagy részét az utolsó kanyarulat teszi ki. A szájadék tojásdad, csúcsa kihegyesedő, külső-felső pereme meredeken lejt.
Az állat feketésszürkés-halványszürkés színű, fehéres foltokkal, a húsos háromszögletű tapogatók belső tövénél elhelyezkedő kis szemei feketék.

## Elterjedése és életmódja
Az amerikai mocsárcsiga Észak-Amerika keleti részén (egészen Délkelet-Kanadáig), Közép- és Dél-Amerikában őshonos, de behurcolták Európába, Dél-Afrikába, Ausztráliába és Észak-Amerika nyugati felére is. Magyarországon üvegházakban és termálvizekben (pl. Hévízi-tó) található meg.   
Eredeti hazájában vízinövényekkel sűrűn benőtt állóvizekben él, tavak sekély, parti részén, tavacskákban, csatornákban, lassú és iszapos folyócskákban fordul elő. Dél-Európában (Görögország) áttelelhet, de a közép-európai telet nem bírja ki, ezért csak üvegházakban vagy termálvizekben (Magyarországon kívül pl. az ausztriai Villachban) vannak kis populációi. Moszatokkal és növényi törmelékkel táplálkozik. Petéit vastag, kocsonyás zsinórba ágyazva rakja le. 

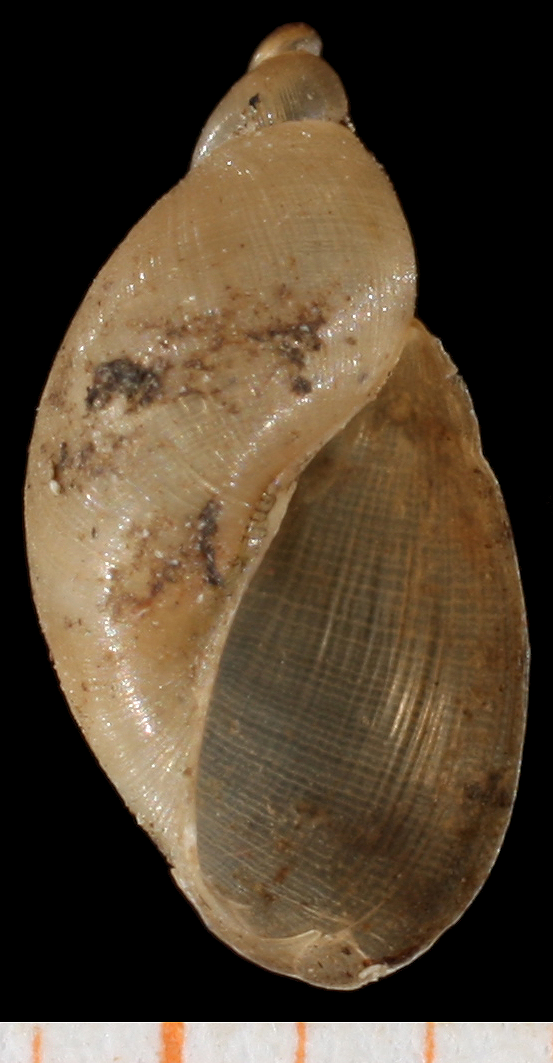
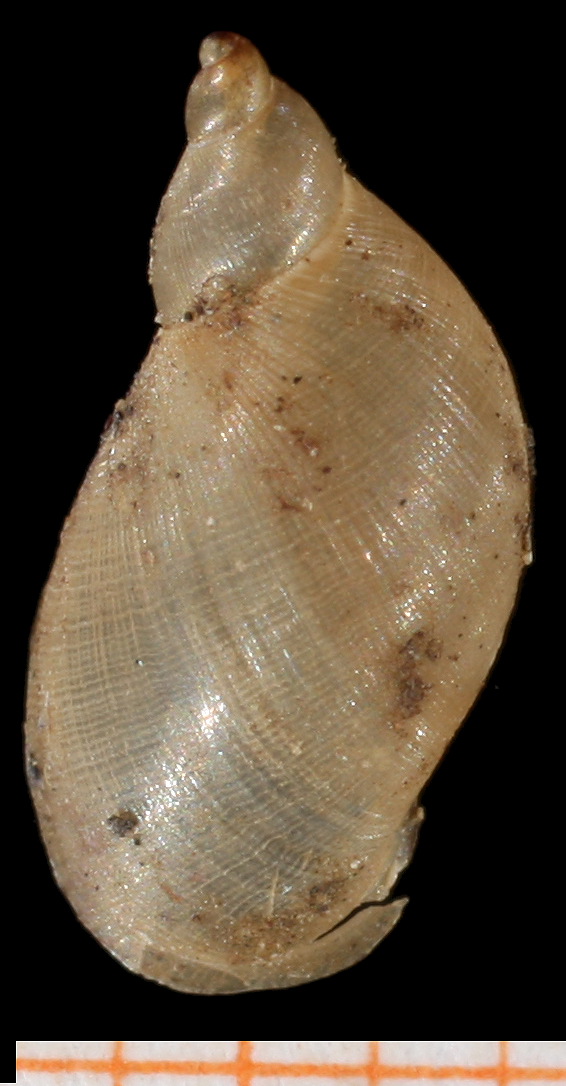
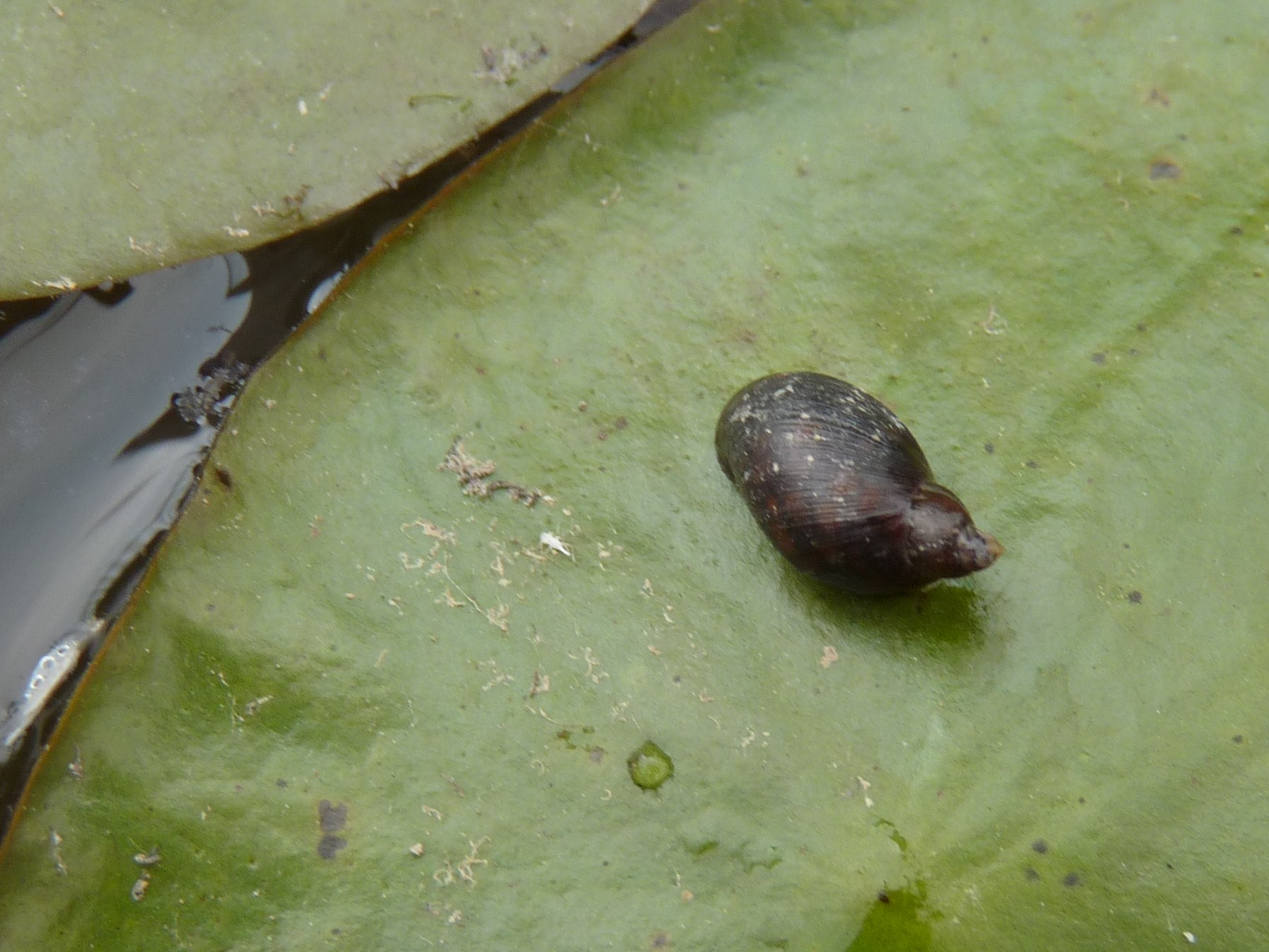
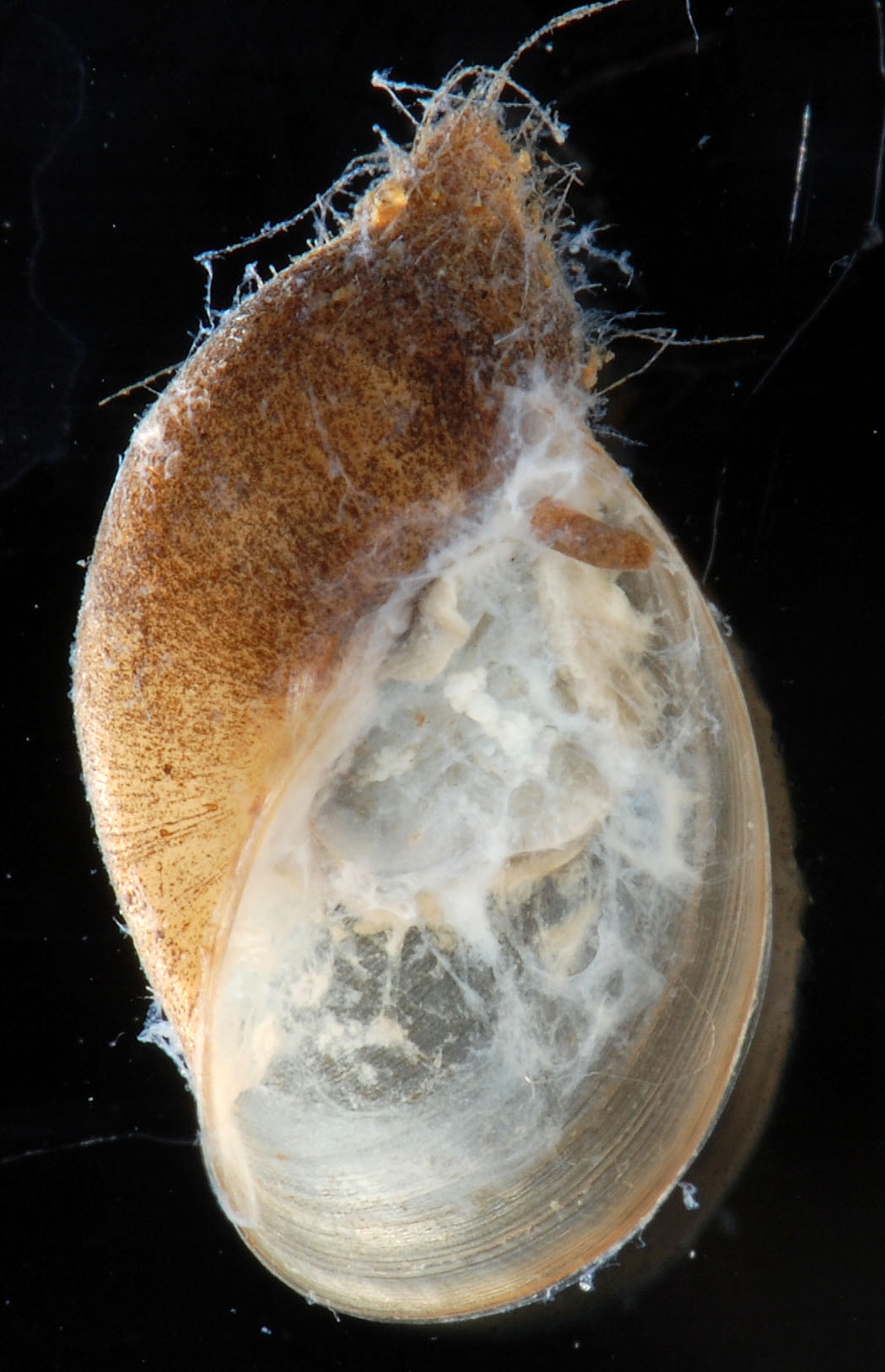
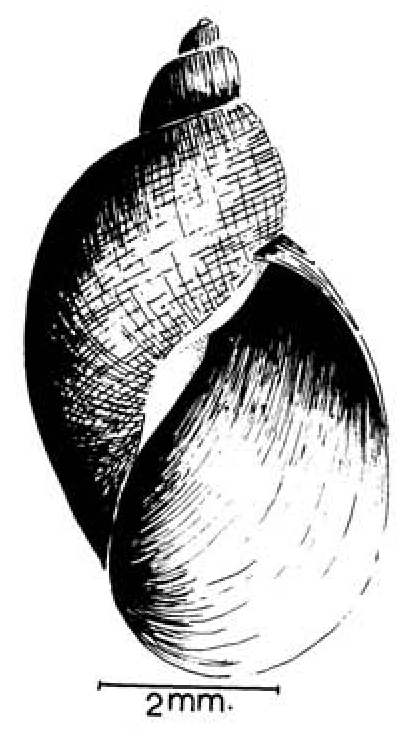

A májmétely köztesgazdája.  
Magyarországon nem védett.